# Zaplanina
Zaplanina je naselje v Občini Vransko.